# Jon Villars
Jon Villars (geboren 1963 in Panama City, Florida) ist ein US-amerikanischer Opernsänger im Fach Heldentenor.

## Leben und Werk
Nach dem Studium an der Juilliard School gewann Villars eine Reihe von Wettbewerben, darunter 1995 die Metropolitan Opera National Council Auditions der Metropolitan Opera. Seither ist er mehrfach bei renommierten Festivals wie dem Helsinki Festival, dem Maggio Musicale Fiorentino, den Salzburger Festspielen oder dem Tanglewood  Festival und in großen Opernhäusern und Konzertsälen weltweit aufgetreten. Er hat unter Leitung namhafter Dirigenten wie Claudio Abbado, Vladimir Ashkenazy, Pierre Boulez, Sylvain Cambreling, Riccardo Chailly, Bernard Haitink, Kurt Masur, Kent Nagano, Leonard Slatkin und Michael Tilson Thomas gesungen.

### Auf der Opernbühne
Jon Villars erhielt gute Kritiken für seinen Bacchus in Ariadne auf Naxos, eine Rolle, die er zuerst in Florenz unter Zubin Mehta und der Regie von Jonathan Miller sang, dann in Chicago, in Turin (dirigiert von Jeffrey Tate), an der Opéra National de Paris und an der Semperoper in Dresden (dirigiert von Colin Davis), konzertant mit dem Minnesota Orchestra, schließlich 2001 bei den Salzburger Festspielen, an der Mailänder Scala (dirigiert von Giuseppe Sinopoli), an der Bayerischen Staatsoper in München und 2005 in New York an der Metropolitan Opera.
Bei den Salzburger Festspielen war er bereits 1997 als Tambourmajor im Wozzeck und 2000 als Enée in Les Troyens zu hören. Letztere Rolle sang er auch szenisch in München unter Zubin Mehta sowie konzertant in Chicago und Florenz. 2003 war er der Florestan im Fidelio der Salzburger Osterfestspiele, dirigiert von Simon Rattle. Des Weiteren verkörperte er die Titelpartien in Massenets Werther und Strawinskis Oedipus Rex.
Im italienischen Fach reüssierte er als Kalaf in Puccinis Turandot – unter anderem in Kanada, San Francisco, Cincinnati und Lissabon – und als Rodolfo in La Bohème.

### Im Konzertsaal
Aufgrund seiner voluminösen Stimme ist Villars prädestiniert für Orchesterlieder, Sinfonien und Orchestermessen. Er sang unter anderem die Tenorpartien – in Konzerten der Berliner Philharmoniker, des New York Philharmonic Orchestra, des Minnesota Orchestra, des San Francisco Symphony Orchestras und weiterer Klangkörper – in folgenden Werken:
- Beethovens Missa solemnis
- Beethovens Neunte Sinfonie
- Mahlers Lied von der Erde
- Mahlers Achte Sinfonie
- Pendereckis Seven Gates of Jerusalem
- Schönbergs Gurre-Lieder (Waldemar)
- Verdis Messa da Requiem[2]

Er trat auch mehrfach bei den Proms in London auf und sang in der Accademia di Santa Cecilia in Rom.